# Claude Tousignant
Pour les articles homonymes, voir Tousignant.
Claude Tousignant est un peintre québécois né le 23 octobre 1932  à Montréal. On l’associe à la seconde génération du groupe des Plasticiens de Montréal dans les années 1960. Il est l'oncle du réalisateur André Tousignant.

## Éducation formelle
1948-1951 : School of Art and Design du Musée des beaux-arts de Montréal
1952-1953 : Académie Ranson, Paris

## Biographie
Claude Tousignant est un artiste canadien originaire de Montréal, Québec. Ses peintures avant-gardistes sont reconnues à travers le monde pour leur esthétique et leurs lignes épurées. Dès le début de sa carrière, il voudra que l'art bouge et se simplifie. De son séjour en France au début des années 1950, il reviendra d'ailleurs plutôt déçu par ce qui se fait à l'époque en Europe. Initialement, Tousignant sera influencé par deux mouvements de la peinture moderne telle que nous la connaissons. Le fameux Pop Art, né en Angleterre en 1951, puis ayant joyeusement migré en Amérique du Nord vers la fin de cette même décennie, lui apporte des visions de couleurs et de retour à l'essence de la peinture. Parallèlement, à Montréal, en 1955, un regroupement de peintres (Jean-Paul Jérôme, Louis Belzile, Rodolphe de Repentigny et Fernand Toupin) signe un manifeste revendiquant rien de moins qu'une peinture abstraite objective. Ce sont les Plasticiens.
Tousignant saute à pieds joints dans cette forme de rejet de l'art spontané et expressif: « Ce que je veux, c'est objectiver la peinture, l'amener à sa source, là où il ne reste que la peinture vidée de toute chose qui lui est étrangère, là où la peinture n'est que sensation. » On ne retrouve aucune forme humaine, aucun objet, pas plus de contour complexe. Il veut des formes géométriques ainsi que des couleurs pures. Son œuvre reflète magistralement cette quête, à un point tel qu'il fera partie de la seconde génération des Plasticiens avec Guido Molinari, et plus tard Jean Goguen et Denis Juneau. Au cours des années 1960, il se fera connaître avec plusieurs séries de peintures telles Transformateurs chromatiques, Gongs et Accélérateurs chromatiques. C'est enfin vers la fin de la décennie suivante que Tousignant pousse son concept à fond, ayant l'audace de peindre des œuvres monochromes à partir de 1978. Sa fille, Zoé Tousignant, prépare un documentaire sur l'artiste dans son atelier.
Une rétrospective de son œuvre est disponible sur le site du Musée d'art contemporain de Montréal.

## Œuvre

### Tableaux majeurs
- Verticales (1954)
- Rythme stochastique (1964)
- Octique (1969)

### Collections
- L'Artothèque de Montréal, Montréal, QC
- Art Gallery of Ontario, Toronto, ON
- Conseil des arts du Canada, Ottawa, ON
- Larry Aldrich Museum, Ridgefield, CT (USA)
- Musée d'art contemporain de Montréal, Montréal, QC
- Musée d'art de Joliette, Joliette, QC
- Musée national des beaux-arts du Québec, Québec, QC
- Musée des beaux-arts de Montréal, Montréal, QC
- Musée Laurier, Québec, QC
- Musée des beaux-arts du Canada, Ottawa, ON
- Phoenix Art Museum, Phoenix, AZ (USA)
- Vancouver art Gallery, Vancouver, BC
- Université York, Toronto, ON

## Honneurs
- Premier prix (peinture), Salon de la Jeune Peinture, Paris (1962)
- Premier prix (peinture) à l'événement Perspective' 67, Toronto ON (1967)
- Prix de l’Institut canadien de Rome (1973)
- Officier de l'Ordre du Canada (1976)
- Prix Paul-Émile-Borduas (1989)
- Prix du Gouverneur général en arts visuels et en arts médiatiques (2010)

## Expositions

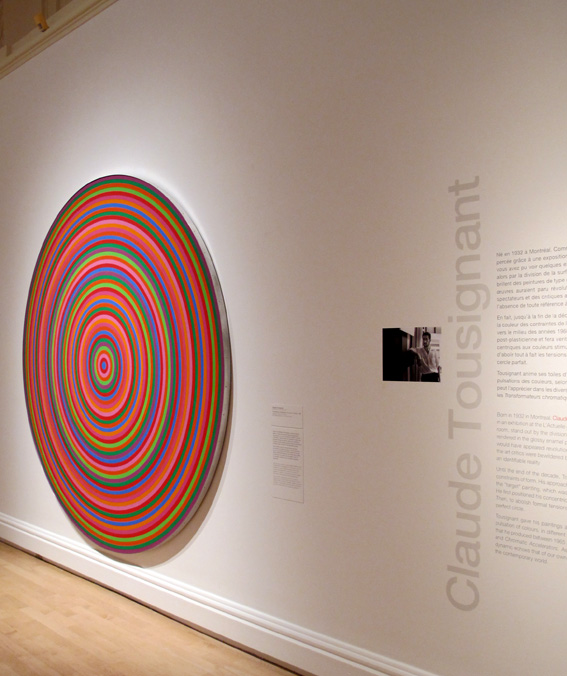
Claude Tousignant, membre de l'exposition Les Plasticiens et les années 1950-1960 au Musée national des beaux-arts du Québec du 7 février au 12 mai 2013 à Québec

- 1987 : 49th Parallel, New York NY (USA)
- 1989 : Galerie Waddington Gorce, Montréal QC
- 1990 : Galerie d'art de Vancouver, Vancouver BC
- 1990 : Heffel Gallery (en), Vancouver BC
- 1991 : The Power Plant, Toronto ON
- 1991 : Drabinsky Gallery, Toronto ON
- 1992 : Galerie de l'UQAM, Montréal QC
- 1992 : Musée national des beaux-arts du Québec, Québec QC
- 1992 : Musée des beaux-arts du Canada, Ottawa ON
- 1994 : Christopher Cutts Gallery, Toronto ON
- 1994 : Centre Saidye-Bronfman, Montréal QC
- 1994 : Musée national des beaux-arts du Québec, Québec QC
- 1994 : Galerie des arts contemporains, Montréal QC
- 1995 : Windsor Art Gallery (en), Windsor ON
- 1995 : Christopher Cutts Gallery, Toronto ON
- 1995 : Musée des beaux-arts de Montréal, Montréal QC
- 1995 : Galerie Christiane Chassay, Montréal QC
- 1998 : Cindy Bordeau Gallery, Chicago IL (USA)
- 1998 : Marcel Sitcoske Gallery, San Francisco CA (USA)
- 1998 : Galerie René Blouin, Montréal QC
- 1998 : Musée des beaux-arts du Canada, Ottawa ON
- 2006 : Art Mûr, Montréal QC
- 2009 : Musée d'art contemporain de Montréal, Montréal, QC
- 2009 : Art Mûr, Montréal QC
- 2012 : Art Mûr, Montréal QC
- 2013 : Musée national des beaux-arts du Québec, Les Plasticiens et les années 1950-1960
- 2016 : Art Mûr, Montréal QC